# Emilio Rodolfo Berisso
Emilio Rodolfo Berisso (né le 15 mai 1923 à Temperley, Buenos Aires et décédé le 28 décembre 1972 à Lomas de Zamora, Buenos Aires) est un officier militaire argentin, membre de la marine, amiral (p. m.), victime d'un assassinat par les Forces armées révolutionnaires (FAR) en 1972, pendant le gouvernement de facto d'Alejandro Agustín Lanusse. Au moment de sa mort, il était marié à Sarah Elsa Gamberoni et avait 6 enfants,.
En son honneur, la marine a baptisé la base navale d'Ushuaïa Almirante Emilio Rodolfo Berisso.

## Biographie
Emilio Berisso fréquente la Escuela Naval Militar de Río Santiago de février 1940 à 1944, date à laquelle il obtient son diplôme d'aspirant et se rend aux États-Unis en 1948 pour suivre le cours d'artillerie à l'Académie navale des États-Unis. En 1956, il suit le cours général de la Escuela de Guerra Naval et, en 1967, le cours supérieur d'extension,.
Il dirige l'Escuela Complementaria de la Armada Francisco de Gurruchaga ; il est commandant en second du navire-école La Argentina et conseiller de la délégation militaire argentine auprès du Conseil interaméricain de défense à Washington. À partir de février 1971, il occupe le poste de chef de la politique et de la stratégie de l'état-major général de la marine jusqu'à sa retraite.
Le 28 décembre 1972, alors que Berisso sort d'un supermarché Disco, situé sur l'avenue Meeks dans la ville de Lomas de Zamora pour se diriger vers sa voiture dans le parking, un jeune homme armé sort d'un véhicule Ford Falcon occupé par quatre personnes. Le jeune homme tire trois coups de feu presque à bout portant, faisant tomber l'officier de marine ; il tire un quatrième coup de feu alors qu'il tombe et deux autres, à bout portant, alors qu'il est au sol. L'agresseur remonte dans son véhicule et s'enfuit à grande vitesse, suivi d'une voiture Fiat 600 qui avait servi de véhicule de soutien. Berisso est transporté dans un hôpital proche, où il décède vers 13 heures.
Les Forces armées révolutionnaires (FAR) ont revendiqué ce meurtre et l'une des personnes accusées de l'assassinat de Berisso était le poète Paco Urondo, qui est emprisonné du 14 février 1973 au 25 mai 1973 pour ce meurtre. Interrogé sur cet incident, Perón a donné son approbation implicite en répondant que « s'il avait 50 ans de moins, il n'aurait pas été impossible qu'il aille aujourd'hui poser des bombes ou se faire justice lui-même. » Dans le numéro du 17 février 1973 de la revue Estrella Roja, l'organe de l'Armée révolutionnaire du peuple, après avoir mentionné le massacre de Trelew, on peut lire ce qui suit : « dès que le massacre a été connu, les organisations armées ont annoncé qu'elles vengeraient cet assassinat... Les sentences des organisations armées ont commencé à être appliquées avec l'exécution du contre-amiral Berisso... Il n'y aura pas de pardon pour les criminels de guerre. Comme aujourd'hui, à travers les camarades des FAR, le peuple, à travers ses organisations armées, punira sans hésitation ceux dont la seule mission est de soutenir le régime par le crime et l'assassinat »
Dans un message radio diffusé le même jour, le président de facto Alejandro Agustín Lanusse déclare :
« L'amiral Emilio Rodolfo Berisso a été assassiné dans le dos avec la lâcheté naturelle de ceux qui font appel au fanatisme de la violence irrationnelle, parce qu'ils sont dominés par la folie née de leur haine de la volonté du peuple et désespérés parce que nous, Argentins, sommes repoussés par leurs idées dépassées et immorales et que nous leur avons fermé toute possibilité de les imposer. »
La base navale d'Ushuaïa porte son nom : Base Naval Almirante Emilio Rodolfo Berisso.